# Andreas Oggesen
Andreas Oggesen (Viborg, 18 marzo 1994) è un calciatore danese, centrocampista dello SønderjyskE.

## Carriera

### Club
Ha giocato nella prima divisione danese.

### Nazionale
Ha giocato nelle nazionali giovanili danesi Under-18 ed Under-19.

## Statistiche

### Presenze e reti nei club
Statistiche aggiornate al 28 ottobre 2022.
| Stagione           | Squadra            | Campionato         | Campionato | Campionato | Coppe nazionali | Coppe nazionali | Coppe nazionali | Coppe europee | Coppe europee | Coppe europee | Altre coppe | Altre coppe | Altre coppe | Totale | Totale |
| Stagione           | Squadra            | Comp               | Pres       | Reti       | Comp            | Pres            | Reti            | Comp          | Pres          | Reti          | Comp        | Pres        | Reti        | Pres   | Reti   |
| ------------------ | ------------------ | ------------------ | ---------- | ---------- | --------------- | --------------- | --------------- | ------------- | ------------- | ------------- | ----------- | ----------- | ----------- | ------ | ------ |
| 2011-2012          | SønderjyskE        | SL                 | 1          | 0          | CD              | 1               | 0               | -             | -             | -             | -           | -           | -           | 2      | 0      |
| 2012-2013          | SønderjyskE        | SL                 | 11         | 1          | CD              | 1               | 0               | -             | -             | -             | -           | -           | -           | 12     | 1      |
| 2013-2014          | SønderjyskE        | SL                 | 9          | 0          | CD              | 2               | 0               | -             | -             | -             | -           | -           | -           | 11     | 0      |
| 2014-2015          | SønderjyskE        | SL                 | 16         | 1          | CD              | 4               | 0               | -             | -             | -             | -           | -           | -           | 20     | 1      |
| 2015-2016          | SønderjyskE        | SL                 | 17         | 0          | CD              | 3               | 0               | -             | -             | -             | -           | -           | -           | 20     | 0      |
| Totale SønderjyskE | Totale SønderjyskE | Totale SønderjyskE | 54         | 2          |                 | 11              | 0               |               | -             | -             |             | -           | -           | 65     | 2      |
| 2016-2017          | Fredericia         | 1.D                | 28         | 0          | CD              | 3               | 0               | -             | -             | -             | -           | -           | -           | 31     | 0      |
| 2017-2018          | Fredericia         | 1.D                | 27         | 1          | CD              | 5               | 0               | -             | -             | -             | -           | -           | -           | 32     | 1      |
| 2018-2019          | Fredericia         | 1.D                | 28         | 3          | CD              | 0               | 0               | -             | -             | -             | -           | -           | -           | 28     | 3      |
| 2019-2020          | Fredericia         | 1.D                | 30         | 0          | CD              | 1               | 0               | -             | -             | -             | -           | -           | -           | 31     | 0      |
| 2020-2021          | Fredericia         | 1.D                | 23         | 1          | CD              | 1               | 0               | -             | -             | -             | -           | -           | -           | 24     | 1      |
| Totale Fredericia  | Totale Fredericia  | Totale Fredericia  | 136        | 5          |                 | 10              | 0               |               | -             | -             |             | -           | -           | 146    | 5      |
| 2021-2022          | Silkeborg          | SL                 | 22         | 0          | CD              | 2               | 0               | -             | -             | -             | -           | -           | -           | 24     | 0      |
| 2022-2023          | Silkeborg          | SL                 | 7          | 0          | CD              | 1               | 0               | UEL+UECL      | 0+3           | 0             | -           | -           | -           | 11     | 0      |
| Totale Silkeborg   | Totale Silkeborg   | Totale Silkeborg   | 29         | 0          |                 | 3               | 0               |               | 3             | 0             |             | -           | -           | 35     | 0      |
| Totale carriera    | Totale carriera    | Totale carriera    | 219        | 7          |                 | 24              | 0               |               | 3             | 0             |             | -           | -           | 246    | 7      |

## Palmarès

### Club

#### Competizioni nazionali
- 1. Division: 1

SønderjyskE: 2023-2024